# هتل سان کروز
هتل سان کروز (انگلیسی: Sun Cruise Resort & Yacht) یک اقامتگاه تفریحی در استان گانگوون، کره جنوبی است.
این هتل که به شکل یک کشتی تفریحی ساخته شده در سال ۲۰۰۲ تأسیس شده و دارای ۲۱۱ اتاق می‌باشد، هتل سان کروز در بالای یک صخره بلند و رو به دریای ژاپن قرار داد.

## نگارخانه

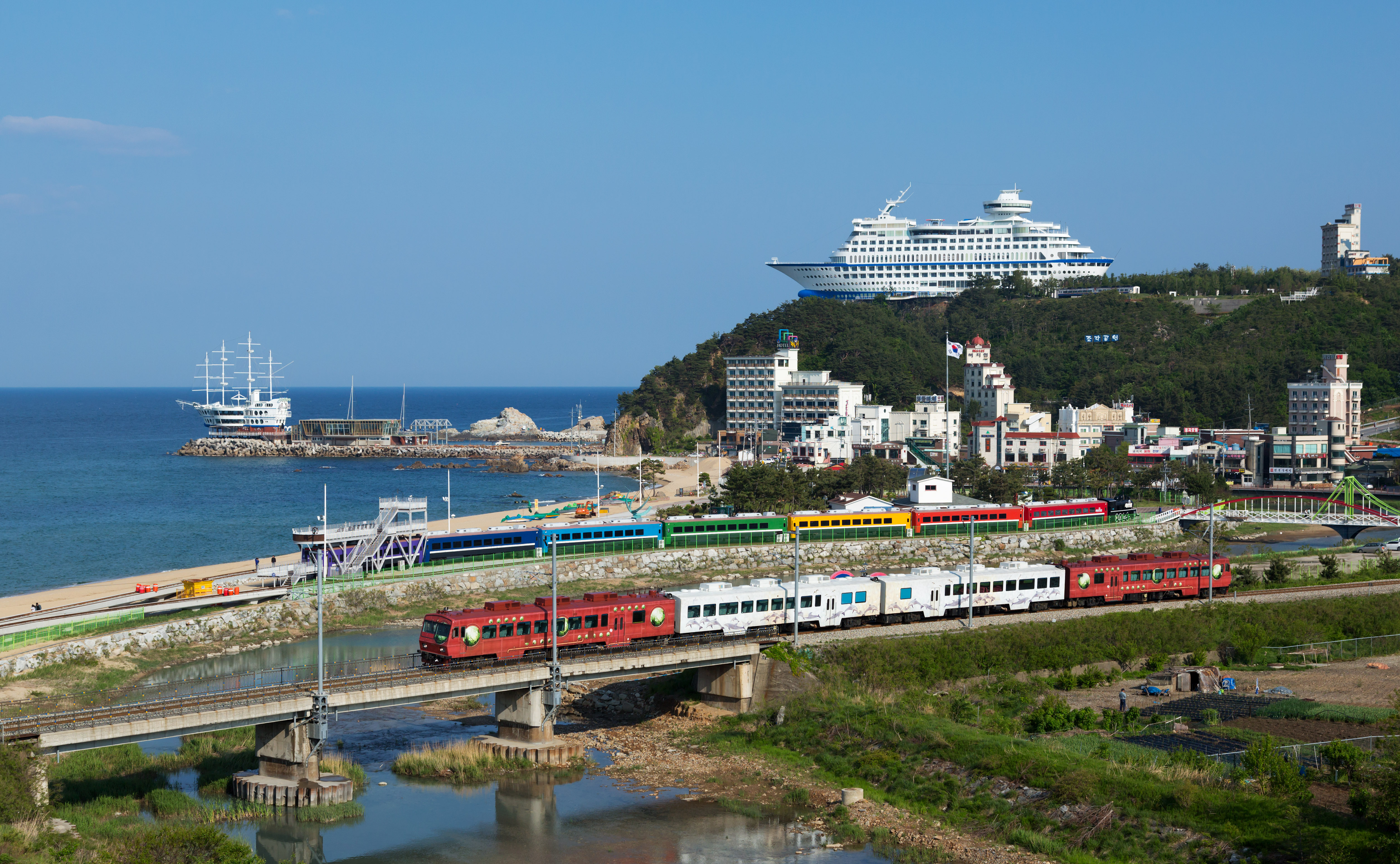
نمایی از هتل و راه‌آهن
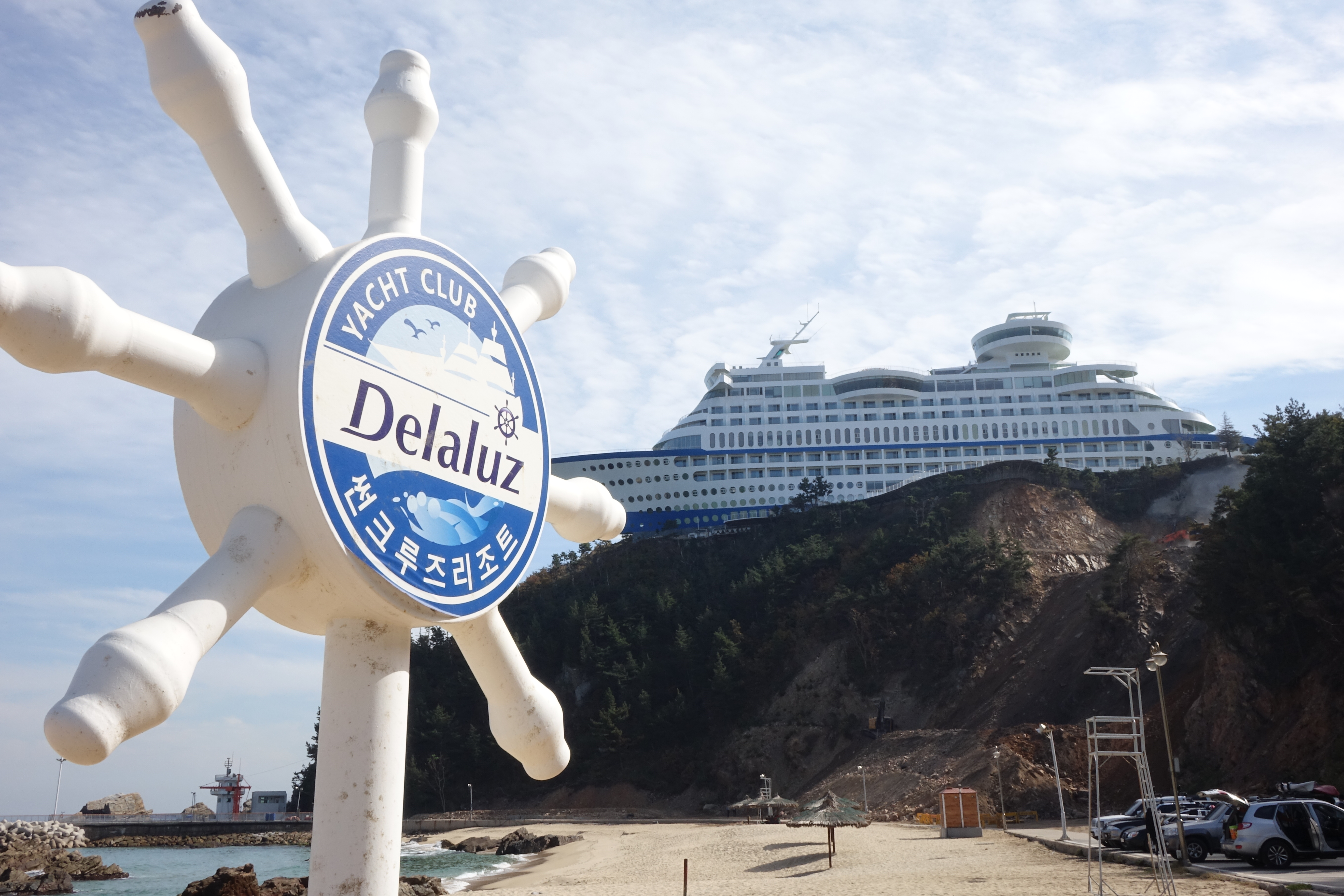
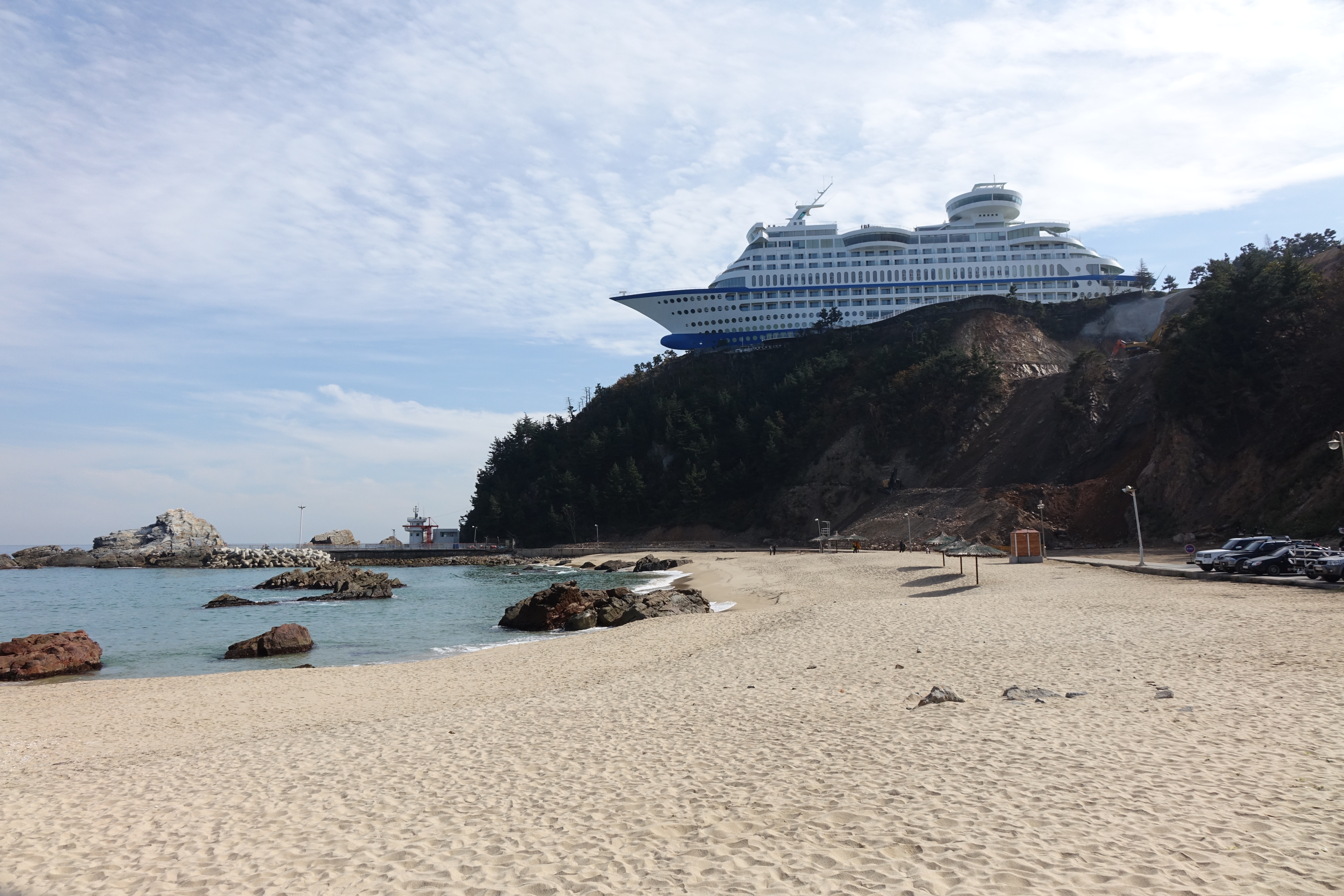